# Bedřich I. ze Šumburka
Bedřich I. ze Šumburka (německy Friedrich I., Herr von Schönburg, † 24. června 1291) byl český šlechtic z durynsko-saského šlechtického rodu Šumburků (Schönburgů), pán na Šumburku.

## Původ
Narodill se jako syn Heřmana III. ze Šumburka († po roce 1238) a jeho manželky Gertrudy z Kamence († po roce 1218), tety Bernarda z Kamence, biskupa míšeňského (1293–1296), dcery Bernarda I. z Kamence († před 1220).
Bedřich měl sestru Bertu ze Šumburka († po roce 1258), provdané za Ottu z Gerhardsdorf († po roce 1247), a Agáty ze Šumburka († po roce 1247), provdané za Günthera z Crimmitschau († po roce 1247).

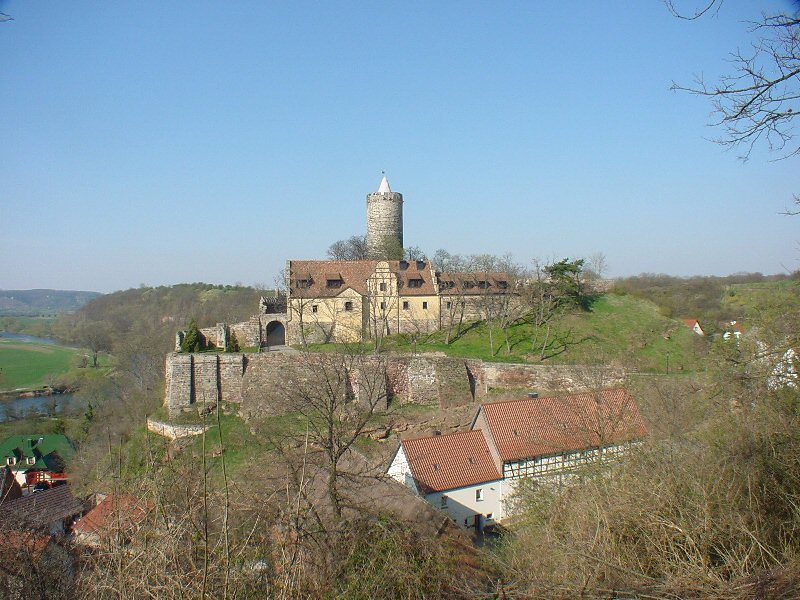
Hrad Schönburg na řece Sále nedaleko Naumburgu

### Manželství a potomstvo
Bedřich I. ze Šumburka se oženil s paní Koldicovou z Koldic. Manželé měli šest dětí:
- Agáta ze Šumburka († asi 1282), provdaná za Bohuslava II. z Rýzmburka († asi 1282)
- Heřman IV. ze Šumburka († 1301/20), ženatý se Žofií z Lobdeburgu
- Bedřich II. "Starý" ze Šumburka († asi 1299/1300), ženatý zřejmě 1282 s Eufémií z Obřan († 1297)
- Dětřich I. ze Šumburka († asi 1297)
- Bedřich III. ze Šumburka († 21. ledna 1310), ženatý 18. června 1295 s Mechtyldou z Gery († po roce 1309)
- Jindřich I. ze Šumburka († asi 1309)